# Brooklyn’s Don Diva
Brooklyn’s Don Diva – mixtape amerykańskiej artystki hip-hop Foxy Brown. Album, wydany 13 maja 2008, jest w zamiarze dalszą częścią albumu Broken Silence (2001). Zgodnie z magazynem Rolling Stone, album zostałby wydany przed Black Roses, gdyby tylko album, nad którym pracowała od 2004, został nagrany w Chung King Studios w Nowym Jorku.

## Lista utworów
1. „Brooklyn's Don Diva”
2. „We Don't Surrender” (gościnnie Grafh)
3. „We're On Fire” (gościnnie Mavado)
4. „Dreams of Fucking a D-Boy” (gościnnie Jay Rush)
5. „When the Lights Go Out” (gościnnie Kira)
6. „Never Heard This Before” (gościnnie Dwele)
7. „Too Real” (gościnnie AZ)
8. „Star Cry”
9. „Why”
10. „She Wanna Rude Bwoy” (gościnnie Demarco)
11. „The Quan” (gościnnie Lady Saw)
12. „Bulletproof Love/One Love” (gościnnie Lil' Mo)
13. „How We Get Down” (gościnnie Grafh i Prinz)
14. „We Set the Pace” (gościnnie Morgan Heritage i Spragga Benz)
15. „The Quan (Bonus Track) (Hip Hop Mix)” (gościnnie Lady Saw)